# Cymindis pilosipennis
Cymindis pilosipennis es una especie de coleóptero de la familia Carabidae.

## Distribución geográfica
Habita en Marruecos.